# The Most Powerful Rookie
TMPR: The Most Powerful Rookie (en español: El novato más poderoso) es el segundo álbum de estudio del cantante puertorriqueño de reguetón Farruko. Fue publicado el 22 de mayo de 2012 a través del sello discográfico Siente Music y distribuido por Universal Music Latino.
Contiene 12 canciones y colaboraciones con Daddy Yankee, Fuego, Alberto Stylee, Mozart La Para y El Micha. El álbum fue nominado a los Premios Grammy Latinos en la categoría de Mejor álbum latino de música urbana.

## Contexto
En medio de giras promocionales por su álbum debut, el cantante habló sobre canciones futuras, una de ellas «Va a ser abuela» con ritmos de bachata que fue descrita como una pseudo continuación del dueto «Su hija me gusta». Luego de seguir ganando apoyo a través de redes sociales y descargas ilegales, fue confirmado las grabaciones para su segundo álbum. Durante una visita promocional en República Dominicana, estuvo grabando un vídeo promocional con Mozart La Para, además de comentar sus planes de publicar su álbum en enero de 2012.

## Promoción
El primer sencillo, «Es hora», tuvo un vídeo musical publicado el 28 de septiembre de 2011, dirigido y editado por Johnny Rose Films, quién también estuvo presente para la dirección de «Titerito», publicado el 4 de abril del 2012. Ambas canciones tuvieron sus respectivas remezclas, el primero con el dúo Alexis & Fido y la segunda con los raperos Cosculluela y Ñengo Flow, la cual contiene unas indirectas dirigidas a Arcángel. Otro sencillo suyo, «Cositas que hacíamos», fue uno de los vídeos más reproducidos en YouTube durante ese año.

## Lista de canciones
| N.º   | Título                                   | Productor(es)                               | Duración |  |
| 1.    | «Titerito»                               | DJ Urba & Rome                              | 4:23     |  |
| 2.    | «Dime que hago»                          | DJ Urba & Rome                              | 3:43     |  |
| 3.    | «Pikete» (con Daddy Yankee)              | Musicólogo & Menes                          | 3:11     |  |
| 4.    | «Feel the Rhythm»                        | Luny Tunes                                  | 3:54     |  |
| 5.    | «El único» (con Alberto Stylee)          | DJ Urba & Rome                              | 4:17     |  |
| 6.    | «No pierdas»                             | DJ Urba & Rome                              | 3:09     |  |
| 7.    | «Buena vibra»                            | Musicólogo & Menes                          | 2:41     |  |
| 8.    | «Va a ser abuela»                        | D'lesly                                     | 3:53     |  |
| 9.    | «Es hora»                                | Musicólogo & Menes                          | 3:39     |  |
| 10.   | «Va a toa» (con Micha)                   | Sharo Torres · Musicólogo & Menes · Phantom | 3:22     |  |
| 11.   | «Si te pego cuerno» (con Mozart La Para) | Light GM · Marcos López                     | 3:40     |  |
| 12.   | «Hola Beba (Mambo)» (con Fuego)          | Frank Martínez · Lenny357                   | 3:34     |  |
| 43:28 |                                          |                                             |          |  |

## Posicionamiento en listas
| Listas (2012)                        | Mejor posición |
| ------------------------------------ | -------------- |
| Estados Unidos (Heatseekers Albums)  | 40             |
| Estados Unidos (Latin Rhythm Albums) | 2              |
| Estados Unidos (Top Latin Albums)    | 19             |

| Listas (2012)                        | Posición |
| ------------------------------------ | -------- |
| Estados Unidos (Latin Rhythm Albums) | 15       |

| Listas (2013)                        | Posición |
| ------------------------------------ | -------- |
| Estados Unidos (Latin Rhythm Albums) | 17       |